# Škoda 100
Škoda 100 и Škoda 110 — чехословацкие легковые автомобили малого класса с заднемоторной компоновкой, производившиеся компанией AZNP (Automobilové závody národní podnik, чешск.) в 1969-1977 гг. Преемники автомобиля Škoda 1000 MB, являясь их глубокой модернизацией. В общей сложности было произведено 1 079 708 штук  автомобилей данной модели.
Это была первая модель Škoda, которых было выпущено более миллиона. Объём двигателя 1,0 л (Škoda 100) и 1,1 л (Škoda 110). После модернизации модель была заменена в 1976 году семейством Škoda 105/120.